# 4013-as busz
A 4013-as jelzésű autóbuszvonal egy Mezőkövesd és Egerfarmos közlekedő helyközi járat, amelyet a Volánbusz Zrt. üzemeltet tanítási napokon.

## Útvonala
Mezőkövesd Dózsa György utca 3.-tól indul. A Mátyás király úton hagyja el a várost a borsodivánkai elágazás felé. A 3302-es mellékútra való rátérés után egyből búcsút is mond a szakasznak, a 3-as főút következik. Az esetek többségében érinti a Zsóry Gyógy- és Strandfürdőt, úgy lép megyehatárt, amely után Szihalom község található. A településen belül Mezőszemere felé fordul, a 80-as számú vasútvonal keresztezése után az következik. 3 kilométer után érkezik Egerfarmosra, ahol a 4013-as buszok végállomásoznak.
Ellentétes irányban útvonala változatlan.

## Közlekedése
| Indulási helyszín                | Érkezési helyszín            | Indításszáma | Közlekedése      |
| -------------------------------- | ---------------------------- | ------------ | ---------------- |
| Mezőkövesd, Dózsa György utca 3. | Szihalom, vasúti átjáró      | 1 oda        | tanítási napokon |
| Mezőkövesd, Dózsa György utca 3. | Egerfarmos, Rákóczi út 82.   | 2 pár        | tanítási napokon |
| Egerfarmos, Rákóczi út 82.       | Mezőkövesd, Mátyás király út | 1 oda        | tanítási napokon |

## Megállóhelyei
| 0                                      | Mezőkövesd, Dózsa György utca 3. végállomás         | 0.0 km  | 2, 2B |
| 1                                      | Mezőkövesd, gimnázium                               | 0.3 km  | 1, 2, 2B, 3 1050, 1375, 1376, 1377, 1380, 1381 3416, 3746, 3749, 4001, 4006, 4007, 4008, 4009, 4017, 4018, 4019, 4021, 4022, 4023, 4026, 4030                                                 |
| 2                                      | Mezőkövesd, Szent László tér                        | 0.8 km  | 1, 2, 2B, 3 1050, 1377, 1380, 1381 3416, 3746, 3749, 4001, 4006, 4007, 4008, 4009, 4017, 4018, 4019, 4021, 4022, 4023, 4026, 4030                                                             |
| 3                                      | Mezőkövesd, Mátyás király utca vonalközi végállomás | 1.2 km  | 1, 2, 2B, 3 1050, 1375, 1376, 1377, 1380, 1381 3416, 3746, 3749, 4001, 4006, 4007, 4008, 4009, 4017, 4018, 4019, 4021, 4022, 4023, 4026, 4030                                                 |
| 4                                      | Mezőkövesd, cukrászüzem                             | 1.4 km  | 1, 2, 2B, 3 1344, 1375, 1377, 1426, 1427, 1428, 1447, 1448, 1468 3406, 3416, 3418, 3419, 3749, 4001, 4006, 4007, 4008, 4009, 4010, 4011, 4014, 4015, 4016, 4017, 4019, 4023, 4026, 4030, 4157 |
| 5                                      | Mezőkövesd, katolikus iskola                        | 1.7 km  | 1, 2, 2B |
| 6                                      | Mezőkövesd, Mátyás király utca 10.                  | 2.1 km  | 2, 2B |
| 7                                      | Mezőkövesd, Delco Remy bejárati út                  | 2.9 km  | 2, 2B |
| Tanítási napokon 2 indítás nem érinti. |                                                     |         | |
| 8                                      | Mezőkövesd, gyógyfürdő                              | 5.1 km  | 2, 2B 1376 3749, 4014, 4015, 4157 |
| 9                                      | Szihalom, mezőszemerei elágazás                     | 9.5 km  | 3423, 3426, 3500, 4014 |
| 10                                     | Szihalom, községháza                                | 10.1 km | 3423, 3426, 3500, 4014 |
| 11                                     | Szihalom, vasúti átjáró vonalközi végállomás        | 11.2 km | 3423, 3426, 3500, 4014 Szihalom [80.] |
| 12                                     | Mezőszemere, italbolt                               | 13.7 km | 3423, 3426, 3500, 4014 |
| 13                                     | Mezőszemere, faluház                                | 14.3 km | 3423, 3426, 3500, 4014 |
| 14                                     | Mezőszemere, Rimahíd                                | 15.3 km | 3423, 3426, 3500, 4014 |
| 15                                     | Egerfarmos, Dózsa út 30.                            | 17.6 km | 3423, 3426, 3500, 4014 |
| 16                                     | Egerfarmos, italbolt                                | 18.1 km | 3423, 3426, 3500, 3511, 4014 |
| 17                                     | Egerfarmos, Rákóczi út 82. végállomás               | 18.5 km | 3423, 3426, 3500, 3511 |